# Standesia caudata
Standesia caudata är en kräftdjursart som beskrevs av Walter Klie. Standesia caudata ingår i släktet Standesia och familjen Cyprididae. Inga underarter finns listade i Catalogue of Life.